# Zsakó István (orvos)
Zsakó István (Gyulafehérvár, 1882. augusztus 17. – Budapest, 1966. február 6.) erdélyi magyar ideggyógyász, pszichiáter, orvosi szakíró.

## Életútja
Középiskoláit a kolozsvári Unitárius Főgimnáziumban végezte. Orvosi diplomát ugyanott, a Ferenc József Tudományegyetemen szerzett 1906-ban. 1904–1909 között a kolozsvári Elmegyógyászati Klinikán volt gyakornok, majd Lechner Károly mellett tanársegéd, utána rövid ideig Marosújváron körorvos. 1910-ben meghívták a dicsőszentmártoni Elmebetegápolási Telepre vezető főorvosnak. Közben tanulmányutakat tett német, olasz, angol, norvég és más ideg- és elmegyógyintézetekben.
1914–17 között tartalékos ezredorvosként harctéri szolgálatot teljesített, mint frontorvos több magas katonai kitüntetésben részesült. A háború után visszatért Dicsőszentmártonba. 1927-ben pályázat útján elnyerte a Budapesten az angyalföldi elme- és ideggyógyintézet főorvosi állását és áttelepült Magyarországra; 1936-tól igazgató főorvosa a budapesti Országos Pszichiátriai és Neurológiai Intézetnek (OPNI). 1945-ben megfosztották állásától, ezután törvényszéki orvosszakértő, majd az Orvostörténeti Könyvtár munkatársa. Tagja, egy ideig elnöke volt a Magyar Elme- és Idegorvosok Egyesületének, tagja az erdélyi Unitárius Irodalmi Társaságnak.

## Munkássága
Főbb kutatási területei: a grafológia szerepe a kórismében, az elmebetegségekhez társuló egyéb kórformák, az alkoholizmus leküzdése, elmebetegségek örökölhetősége, pellagra, elmebetegek művészi alkotásai, orvostörténet. Utóbbit főleg Kis-küküllő vármegyére vonatkozóan kutatta. Mindjárt az első világháború után javaslatot tett egy erdélyi orvostörténeti múzeum létrehozására (Erdélyi Orvosi Lap, 1921/2).
Első írása 1908-ban az Orvosi Hetilapban jelent meg. Mintegy 150 dolgozatát magyar (Orvosi Hetilap, Az EME Orvostudományi Értesítője, Erdélyi Orvosi Lap, Gyógyászat, Budapesti Orvosi Újság, Népegészségügy), német, francia és angol nyelvű folyóiratokban (Psychiatrisch-Neurologisches Wochenschrift, Zentralblatt für Neurologie und Psychiatrie) közölte. Jelentek meg írásai az Unitárius Életben és a Keresztény Magvetőben is.
Az Erdélyi Orvosi Lap Tudományos Közleményei c. sorozatban különlenyomatként megjelent dolgozatai: 
- Az alkohol szerepe a lilliputiformis érzékcsalódásokban (Kolozsvár, 1924);
- Elkésve jelentkező elmebajok (Kolozsvár, 1924);
- Galván árammal kiváltott köhögési reflex (Kolozsvár, 1924);
- A progresszív izomatrophia peronealis typusu alakjának esetei (Kolozsvár,  1925);
- A spontán szívizomrepedés két érdekes esete (Kolozsvár, 1925).

## Kötetei
- A psychiatria alapvonalai tiszti és törvényszéki orvosok, orvostanhallgatók és érdeklődők részére (Kolozsvár, 1919);
- Dolgozatok a Bihar megyei Orvos-gyógyszerész és Természettudományi Egyesület 60 éves fennállásának emlékére (Nagyvárad, 1928).
- Jó János társszerzővel összeállította a Magyar ideg- és elmeorvosi bibliographia az 1831–1935 években c. kiadványt (Budapest, 1933);
- Fejezetet írt A budapesti angyalföldi elme- és ideggyógyintézet emlékkönyve 1883–1933 c. kötetbe (Budapest, 1933).